# Нердашево
Нерда́шево (рос. Нердашево, марій. Нердаш) — присілок у складі Медведевського району Марій Ел, Росія. Входить до складу Азановського сільського поселення.

## Населення
Населення — 57 осіб (2010; 56 у 2002).
Національний склад (станом на 2002 рік):
- лучні марійці — 98 %